# Passage du Grand-Cerf
Le passage du Grand-Cerf est un passage couvert situé entre le 10, rue Dussoubs et le 145, rue Saint-Denis, dans le 2e arrondissement de Paris, dans le quartier Bonne-Nouvelle.

## Situation et accès
On peut y accéder entre les numéros 8 et 10 de la rue Dussoubs, et le 145 de la rue Saint-Denis . Il est prolongé vers l'est par le passage du Bourg-l'Abbé, et vers l'ouest par la rue Marie-Stuart.
Le passage du Grand-Cerf abrite des boutiques d'artisans, créateurs, décorateurs, mode, designers et des métiers de la communication.
Ce site est desservi par la station de métro Étienne Marcel.

## Origine du nom
Le nom du passage fait référence à l'ancienne enseigne d'un hôtel.

## Historique
Un passage du Grand Cerf donnant sur la rue Saint-Denis est déjà attesté dans la seconde moitié du XVIIIe siècle. Le passage actuel est ouvert en 1825 sur l'emplacement de l'hôtel du Grand Cerf. Cet hôtel, qui appartenait à l'administration des Hospices, avait été vendu le 10 avril 1812 à M. Hermain. Il est acheté le 24 mai 1825 par la compagnie bancaire Devaux-Moisson et Cie qui transforma le passage avant de le revendre le 7 juin 1826 à Isidore Monier qui en possédait déjà une partie.
Les textes ne précisent pas la nature des travaux faits en 1825 mais on sait que le passage est ouvert à cette date. On sait aussi que le passage du Bourg-l'Abbé qui lui fait face, rue Saint-Denis, est inauguré en avril 1828 et un guide daté de 1831 signale que le passage du Grand-Cerf est « encore en construction ». Un texte de 1835 le signale dans la liste des passages. Mais dans le livre de Marlès, Paris ancien et moderne, de 1837, il indique qu'« il n'a rien de remarquable ; on le trouvait très beau il y a trente ans, avant la construction des nouveaux passages ».
En 1830, au numéro 6, se trouve le siège du journal L'Extra-Muros où écrit assidûment le poète, chansonnier et goguettier Émile Debraux.
L'architecture actuelle du passage le fait plutôt remonter aux années 1845 que 1825. C'est effectivement l'année où ce passage a été couvert par une grande verrière. L'utilisation de structures métalliques a permis de la situer à une hauteur élevée et ainsi dégager de larges surfaces vitrées en hauteur, au niveau des façades intérieures des boutiques
Il a été légué en 1862 à l'Assistance publique par l'héritier de la famille Monier. À l'époque, son revenu était de 87 217 francs pour une valeur estimée de 850 000 francs. Mais les revenus du passage ne cessant de décroître, il fut mis en location et adjugé à un certain Dejuean, pour la somme de 94 500 francs après 1882. Celui-ci se retira en 1890. En 1896, le passage ne rapporte plus que 52 627 francs. Un rapport note que cette désaffection était due « à ce trop grand abandon dans lequel on avait laissé l'immeuble ».
Il faut investir pour l'entretenir et finalement l'Assistance publique envisage de le vendre. Après des échecs, il a été finalement vendu en 1985. Cela a permis de le restaurer et de le reconstruire à l'identique. 
Une séquence du film de Louis Malle Zazie dans le métro a été tournée en 1960 dans le passage.
Depuis 2016, une vingtaine de commerçants du passage accepte les paiements en bitcoin et le passage est surnommé "Bitcoin Boulevard",.

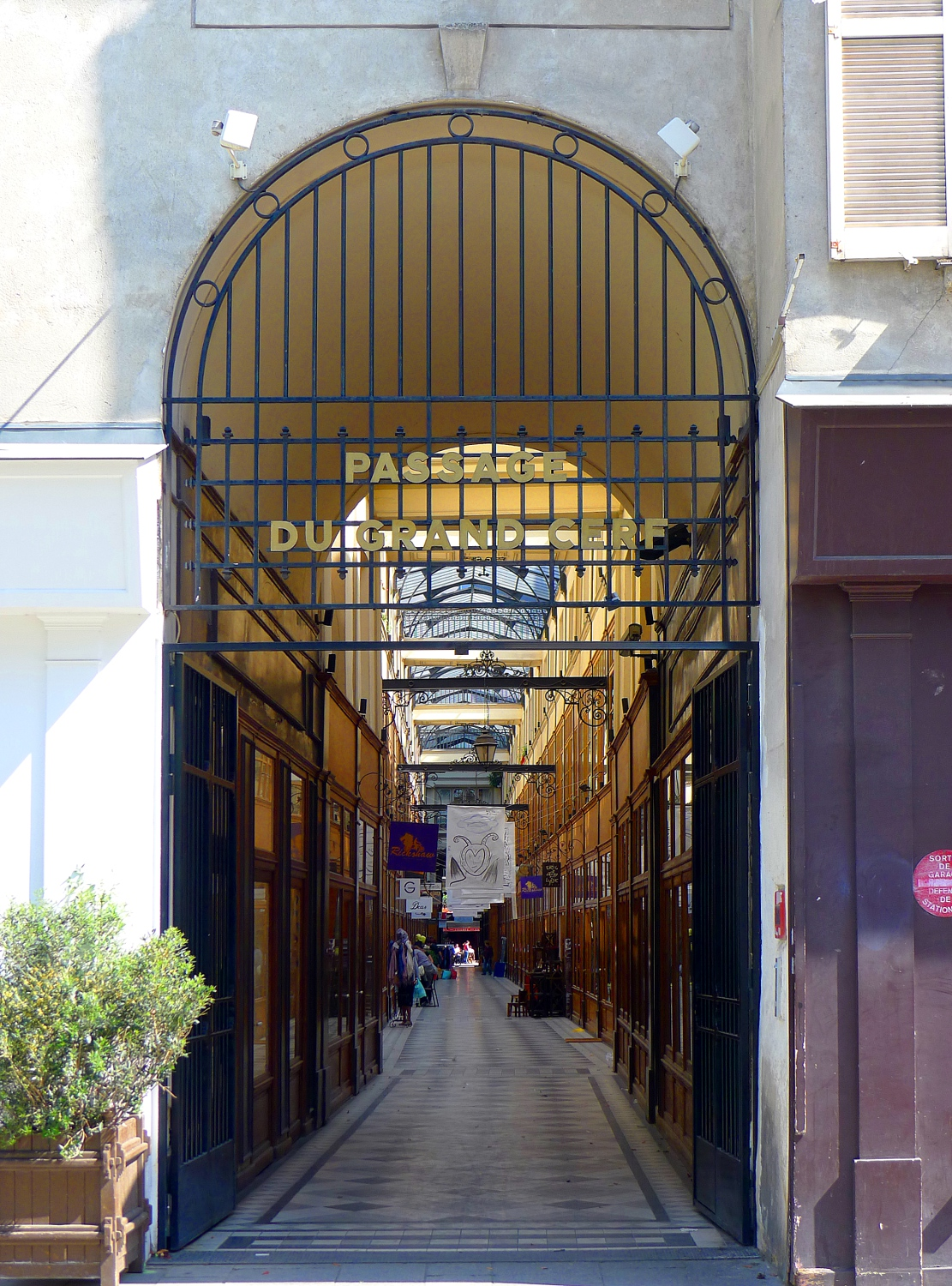
Entrée place Goldoni.
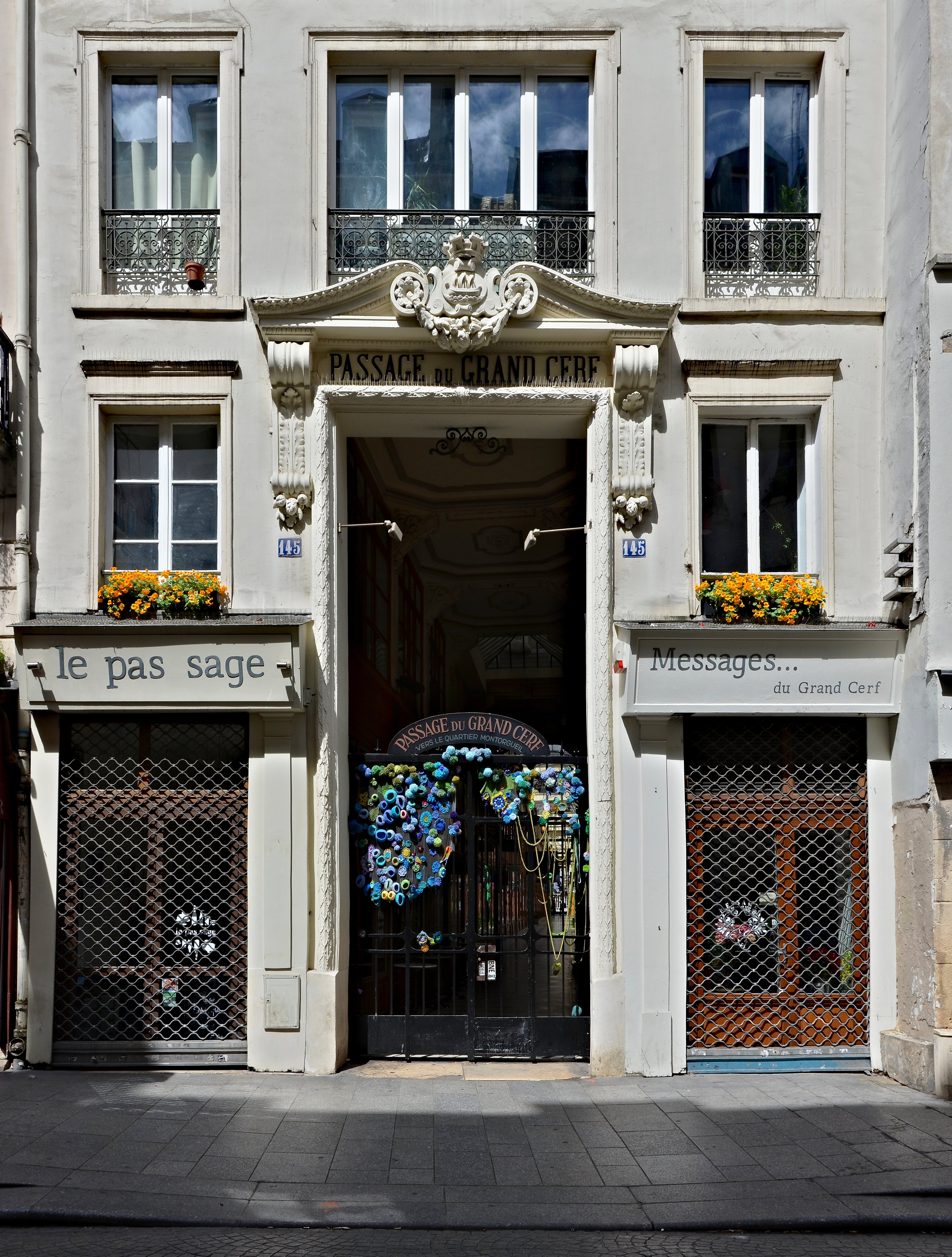
Entrée rue Saint-Denis.

## Bâtiments remarquables et lieux de mémoire
- Anne Français (1909-1995), artiste peintre, vécut au 4, passage du Grand-Cerf.
- La maison natale de l'homme politique français, Léon Blum est située à côté du passage, au numéro 151, anciennement le numéro 243.

## Le passage au cinéma et à la télévision

### Cinéma
- Une séquence du film de Louis Malle Zazie dans le métro a été tournée en 1960 dans le passage[5].

### Téléfilms
- Un épisode de la série « Les cinq dernières minutes », avec Jacques Debary, a été tourné dans le passage du Grand Cerf. Dénommé Un cœur sur mesure, sa première diffusion a eu lieu le 25 juillet 1981. Le crime se déroule dans une échoppe de tailleur située dans la galerie

### Reportages
- Un documentaire intitulé Les passages de Paris, réalisé par Marion Baillot etClaire Leisink a été diffusé sur France 5, le 11 décembre 2016[8].

## Pour approfondir